# Cinnyricinclus
A Cinnyricinclus  a madarak osztályának verébalakúak (Passeriformes) rendjébe és a seregélyfélék (Sturnidae) családjába tartozó nem.

## Rendszerezés
A nemhez eredetileg 3 faj tartozott, de ma már csak egy fajt sorolnak ide.
- ametiszt fényseregély (Cinnyricinclus leucogaster)

A másik kettő faj számára új nemet hoztak létre, a Pholia nemet és ma már oda sorolják őket.
- rozsdáshasú fényseregély (Pholia sharpii), régebben (Cinnyricinclus sharpii)
- Abott-fényseregély (Pholia femoralis), régebben (Cinnyricinclus femoralis) – ezt a fajt a  Poeoptera nembe is sorolják Poeoptera femoralis néven